# Romuald II

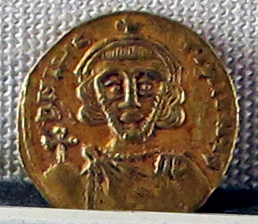
Romuald II książę Benewentu

Romuald II (zm. 731 lub 732) – syn Gisulfa I i Winipergi. Został księciem Benewentu po śmierci ojca, która jest różnie datowana na 698, 706 lub 707. Według Pawła Diakona rządził 26 lat.
Romuald pozostawał w konflikcie zarówno z Księstwem Spoleto jak i z Księstwem Neapolu, co z czasem doprowadziło również do konfliktu z papiestwem. W 716 odbił z rąk Jana I księcia Neapolu zamek w Cumae. Zignorował wezwanie papieża Grzegorza II i jego obietnicę wypłacenia odszkodowania za opuszczenie zamku. W 717 papież sfinansował wyprawę Jana I, który pokonał gastaldów Romualda i usunął ich z Cumae.
Romuald był dwukrotnie żonaty. Jego pierwszą żoną była Guntberga (lub Gumperga), córka Aurony, siostry króla Liutpranda. Drugą żoną została Ranigunda, córka Gaidualda księcia Brescji. Jego następcą został Gisulf II, małoletni syn Guntbergi, przeciwko któremu wystąpiła silna opozycja pod wodzą uzurpatora Adelaisa.

### Źródła
- Paweł Diakon: Historia rzymska. Historia Longobardów. Tłumaczenie i komentarz Ignacy Lewandowski. Warszawa: Instytut Wydawniczy „Pax”, 1995. ISBN 83-21114520.

### Opracowania
- Jerzy Strzelczyk: Longobardowie. Ostatni z wielkiej wędrówki ludów. V–VIII wiek. Warszawa: Wydawnictwo Naukowe PWN SA, 2014, s. 77. ISBN 978-83-01-17837-6.